# Premiul Saturn pentru cea mai bună actriță într-un rol secundar
Aceasta este lista câștigătoarelor premiului Saturn pentru cea mai bună actriță într-un rol secundar (în film):

## Lista

### Anii 1970
| An            | Actriță             | Film                            | Personaj         |
| ------------- | ------------------- | ------------------------------- | ---------------- |
| 1974/75 (3rd) | Ida Lupino          | The Devil's Rain                | Mrs. Preston     |
| 1976 (4th)    | Bette Davis         | Balada macabră                  | Aunt Elizabeth   |
| 1977 (5th)    | Susan Tyrrell       | Bad                             | Mary Aiken       |
| 1977 (5th)    | Joan Bennett        | Suspiria                        | Madame Blanc     |
| 1977 (5th)    | Teri Garr           | Întâlnire de gradul trei        | Ronnie Neary     |
| 1977 (5th)    | Alexis Smith        | Fetița din capătul străzii      | Mrs. Hallet      |
| 1977 (5th)    | Margaret Whiting    | Sinbad and the Eye of the Tiger | Zenobia          |
| 1978 (6th)    | Dyan Cannon         | Raiul mai poate aștepta         | Julia Farnsworth |
| 1978 (6th)    | Uta Hagen           | Băieții din Brazilia sau Himera | Frieda Maloney   |
| 1978 (6th)    | Mabel King          | The Wiz                         | Evillene         |
| 1978 (6th)    | Valerie Perrine     | Superman I                      | Eve Teschmacher  |
| 1978 (6th)    | Brenda Vaccaro      | Misiunea Capricorn Unu          | Kay Brubaker     |
| 1979 (7th)    | Veronica Cartwright | Alien                           | Lambert          |
| 1979 (7th)    | Pamela Hensley      | Buck Rogers în secolul 25       | Prințesa Ardala  |
| 1979 (7th)    | Jacquelyn Hyde      | The Dark                        | De Renzy         |
| 1979 (7th)    | Marcy Lafferty      | The Day Time Ended              | Beth             |
| 1979 (7th)    | Nichelle Nichols    | Star Trek: Filmul               | Lt. Cmdr. Uhura  |

### Anii 1980
| An             | Actriță                             | Film                                                 | Personaj              |
| -------------- | ----------------------------------- | ---------------------------------------------------- | --------------------- |
| 1980 (8th)     | Eve Brent                           | Fade to Black                                        | Aunt Stella Binford   |
| 1980 (8th)     | Linda Kerridge                      | Fade to Black                                        | Marilyn O'Connor      |
| 1980 (8th)     | Eva Le Gallienne                    | Resurrection                                         | Grandma Pearl         |
| 1980 (8th)     | Nancy Parsons                       | Motel Hell                                           | Ida Smith             |
| 1980 (8th)     | Stephanie Zimbalist                 | The Awakening                                        | Margaret Corbeck      |
| 1981 (9th)     | Frances Sternhagen                  | Outland                                              | Dr. Lazarus           |
| 1981 (9th)     | Viveca Lindfors                     | The Hand                                             | Doctress              |
| 1981 (9th)     | Helen Mirren                        | Excalibur                                            | Morgana               |
| 1981 (9th)     | Kyle Richards                       | The Watcher in the Woods                             | Ellie Curtis          |
| 1981 (9th)     | Maggie Smith                        | Clash of the Titans                                  | Thetis                |
| 1982 (10th)    | Zelda Rubinstein                    | Poltergeist                                          | Tangina Barrons       |
| 1982 (10th)    | Kirstie Alley                       | Star Trek II: The Wrath of Khan                      | Lt. Saavik            |
| 1982 (10th)    | Filomena Spagnuolo                  | The Last Horror Film                                 | Vinny's Mother        |
| 1982 (10th)    | Dee Wallace                         | E.T. the Extra-Terrestrial                           | Mary                  |
| 1982 (10th)    | Irene Worth                         | Deathtrap                                            | Helga ten Dorp        |
| 1983 (11th)    | Candy Clark                         | Blue Thunder                                         | Kate                  |
| 1983 (11th)    | Maud Adams                          | Octopussy                                            | Octopussy             |
| 1983 (11th)    | Annette O'Toole                     | Superman III                                         | Lana Lang             |
| 1983 (11th)    | Meg Tilly                           | Psycho II                                            | Mary Loomis           |
| 1983 (11th)    | Natalie Wood (nominalizare postumă) | Brainstorm                                           | Karen Brace           |
| 1984 (12th)    | Polly Holliday                      | Gremlins                                             | Ruby Deagle           |
| 1984 (12th)    | Kirstie Alley                       | Runaway                                              | Jackie Rogers         |
| 1984 (12th)    | Judith Anderson                     | Star Trek III: The Search for Spock                  | Vulcan High Priestess |
| 1984 (12th)    | Grace Jones                         | Conan the Destroyer                                  | Zula                  |
| 1984 (12th)    | Mary Woronov                        | Night of the Comet                                   | Audrey                |
| 1985 (13th)    | Anne Ramsey                         | The Goonies                                          | Mama Fratelli         |
| 1985 (13th)    | Ruth Gordon (nominalizare postumă)  | Maxie                                                | Mrs. Lavin            |
| 1985 (13th)    | Grace Jones                         | A View to a Kill                                     | May Day               |
| 1985 (13th)    | Lea Thompson                        | Back to the Future                                   | Lorraine Baines       |
| 1985 (13th)    | Gwen Verdon                         | Cocoon                                               | Bess McCarthy         |
| 1986 (14th)    | Jenette Goldstein                   | Aliens                                               | Private Vasquez       |
| 1986 (14th)    | Catherine Hicks                     | Star Trek IV: The Voyage Home                        | Doctor Gillian Taylor |
| 1986 (14th)    | Grace Jones                         | Vamp                                                 | Katrina               |
| 1986 (14th)    | Kay Lenz                            | House                                                | Sandy Sinclair        |
| 1986 (14th)    | Vanity                              | 52 Pick-Up                                           | Doreen                |
| 1987 (15th)    | Anne Ramsey (posthumous)            | Throw Momma from the Train                           | Momma Lift            |
| 1987 (15th)    | Lisa Bonet                          | Angel Heart                                          | Epiphany Proudfoot    |
| 1987 (15th)    | Veronica Cartwright                 | The Witches of Eastwick                              | Felicia Alden         |
| 1987 (15th)    | Louise Fletcher                     | Flowers in the Attic                                 | Olivia Foxworth       |
| 1987 (15th)    | Jenette Goldstein                   | Near Dark                                            | Diamondback           |
| 1987 (15th)    | Dorothy Lamour                      | Creepshow 2 (for the segment "Old Chief Wood'nhead") | Martha Spruce         |
| 1988 (16th)    | Sylvia Sidney                       | Beetlejuice                                          | Juno                  |
| 1988 (16th)    | Joanna Cassidy                      | Who Framed Roger Rabbit                              | Dolores               |
| 1988 (16th)    | Katherine Helmond                   | Lady in White                                        | Amanda Harper         |
| 1988 (16th)    | Clare Higgins                       | Hellbound: Hellraiser II                             | Julia Cotton          |
| 1988 (16th)    | Jean Marsh                          | Willow                                               | Queen Bavmorda        |
| 1988 (16th)    | Zelda Rubinstein                    | Poltergeist III                                      | Tangina Barrons       |
| 1988 (16th)    | Meredith Salenger                   | The Kiss                                             | Amy                   |
| 1989/90 (17th) | Whoopi Goldberg                     | Ghost                                                | Oda Mae Brown         |
| 1989/90 (17th) | Kim Basinger                        | Batman                                               | Vicki Vale            |
| 1989/90 (17th) | Finn Carter                         | Tremors                                              | Rhonda LeBeck         |
| 1989/90 (17th) | Reba McEntire                       | Tremors                                              | Heather Gummer        |
| 1989/90 (17th) | Julia Roberts                       | Flatliners                                           | Rachel Mannus         |
| 1989/90 (17th) | Jenny Seagrove                      | The Guardian                                         | Camilla               |
| 1989/90 (17th) | Mary Steenburgen                    | Back to the Future Part III                          | Clara Clayton         |
| 1989/90 (17th) | Rachel Ticotin                      | Total Recall                                         | Melina                |
| 1989/90 (17th) | Mai Zetterling                      | The Witches                                          | Helga Eveshim         |

### Anii 1990
| An          | Actriță                     | Film                                      | Personaj                   |
| ----------- | --------------------------- | ----------------------------------------- | -------------------------- |
| 1991 (18th) | Mercedes Ruehl              | The Fisher King                           | Anne Napolitano            |
| 1991 (18th) | Robin Bartlett              | If Looks Could Kill                       | Patricia Grober            |
| 1991 (18th) | Jennifer Connelly           | The Rocketeer                             | Jenny Blake                |
| 1991 (18th) | Mary Elizabeth Mastrantonio | Robin Hood: Prince of Thieves             | Marian Dubois              |
| 1991 (18th) | Frances Sternhagen          | Misery                                    | Virginia                   |
| 1991 (18th) | Dianne Wiest                | Edward Scissorhands                       | Peg Boggs                  |
| 1992 (19th) | Isabella Rossellini         | Death Becomes Her                         | Lisle Von Rhuman           |
| 1992 (19th) | Kim Cattrall                | Star Trek VI: The Undiscovered Country    | Lt. Valeris                |
| 1992 (19th) | Julianne Moore              | The Hand That Rocks the Cradle            | Marlene Craven             |
| 1992 (19th) | Rene Russo                  | Freejack                                  | Julie Redlund              |
| 1992 (19th) | Frances Sternhagen          | Raising Cain                              | Dr Lynn Waldheim           |
| 1992 (19th) | Marcia Strassman            | Honey, I Blew Up the Kid                  | Diane Szalinski            |
| 1992 (19th) | Robin Wright                | Toys                                      | Gwen Tyler                 |
| 1993 (20th) | Amanda Plummer              | Needful Things                            | Nettie Cobb                |
| 1993 (20th) | Nancy Allen                 | RoboCop 3                                 | Officer Anne Lewis         |
| 1993 (20th) | Joan Cusack                 | Addams Family Values                      | Debbie Jellinsky           |
| 1993 (20th) | Julie Harris                | The Dark Half                             | Reggie Delesseps           |
| 1993 (20th) | Kathy Najimy                | Hocus Pocus                               | Mary Sanderson             |
| 1993 (20th) | Sarah Jessica Parker        | Hocus Pocus                               | Sarah Sanderson            |
| 1993 (20th) | Kyra Sedgwick               | Heart and Souls                           | Julia                      |
| 1993 (20th) | Alfre Woodard               | Heart and Souls                           | Penny Washington           |
| 1994 (21st) | Mia Sara                    | Timecop                                   | Melissa Walker             |
| 1994 (21st) | Halle Berry                 | The Flintstones                           | Miss Stone                 |
| 1994 (21st) | Tia Carrere                 | True Lies                                 | Juno Skinner               |
| 1994 (21st) | Whoopi Goldberg             | Star Trek Generations                     | Guinan                     |
| 1994 (21st) | Rosie O'Donnell             | The Flintstones                           | Betty Rubble               |
| 1994 (21st) | Robin Wright                | Forrest Gump                              | Jenny Curran               |
| 1995 (22nd) | Bonnie Hunt                 | Jumanji                                   | Sarah Whittle              |
| 1995 (22nd) | Illeana Douglas             | To Die For                                | Janice Maretto             |
| 1995 (22nd) | Salma Hayek                 | Desperado                                 | Carolina                   |
| 1995 (22nd) | Jennifer Jason Leigh        | Dolores Claiborne                         | Selena St. George          |
| 1995 (22nd) | Juliette Lewis              | From Dusk till Dawn                       | Kate Fuller                |
| 1995 (22nd) | Gwyneth Paltrow             | Seven                                     | Tracy Mills                |
| 1996 (23rd) | Alice Krige                 | Star Trek: First Contact                  | Borg Queen                 |
| 1996 (23rd) | Fairuza Balk                | The Craft                                 | Nancy Downs                |
| 1996 (23rd) | Drew Barrymore              | Scream                                    | Casey Becker               |
| 1996 (23rd) | Glenn Close                 | 101 Dalmatians                            | Cruella de Vil             |
| 1996 (23rd) | Pam Ferris                  | Matilda                                   | Agatha Trunchbull          |
| 1996 (23rd) | Vivica A. Fox               | Independence Day                          | Jasmine Dubrow             |
| 1996 (23rd) | Jennifer Tilly              | Bound                                     | Violet                     |
| 1997 (24th) | Gloria Stuart               | Titanic                                   | Rose DeWitt Bukater (Old)  |
| 1997 (24th) | Joan Allen                  | Face/Off                                  | Dr. Eve Archer             |
| 1997 (24th) | Courteney Cox               | Scream 2                                  | Gale Weathers              |
| 1997 (24th) | Teri Hatcher                | Tomorrow Never Dies                       | Paris Carver               |
| 1997 (24th) | Milla Jovovich              | The Fifth Element                         | Leeloo                     |
| 1997 (24th) | Winona Ryder                | Alien: Resurrection                       | Annalee Call               |
| 1998 (25th) | Joan Allen                  | Pleasantville                             | Betty Parker               |
| 1998 (25th) | Claire Forlani              | Meet Joe Black                            | Susan Parrish              |
| 1998 (25th) | Anne Heche                  | Psycho                                    | Marion Crane               |
| 1998 (25th) | Anjelica Huston             | Ever After                                | Baroness Rodmilla de Ghent |
| 1998 (25th) | Sheryl Lee                  | Vampires                                  | Katrina                    |
| 1998 (25th) | Charlize Theron             | Mighty Joe Young                          | Jill Young                 |
| 1999 (26th) | Patricia Clarkson           | The Green Mile                            | Melinda Moores             |
| 1999 (26th) | Pernilla August             | Star Wars: Episode I – The Phantom Menace | Shmi Skywalker             |
| 1999 (26th) | Joan Cusack                 | Arlington Road                            | Cheryl Lang                |
| 1999 (26th) | Geena Davis                 | Stuart Little                             | Eleanor Little             |
| 1999 (26th) | Miranda Richardson          | Sleepy Hollow                             | Lady Van Tassel / Crone    |
| 1999 (26th) | Sissy Spacek                | Blast from the Past                       | Helen Webber               |

### Anii 2000
| An          | Actriță               | Film                                                   | Personaj                         |
| ----------- | --------------------- | ------------------------------------------------------ | -------------------------------- |
| 2000 (27th) | Rebecca Romijn-Stamos | X-Men                                                  | Raven Darkholme / Mystique       |
| 2000 (27th) | Cameron Diaz          | Charlie's Angels                                       | Natalie Cook                     |
| 2000 (27th) | Lucy Liu              | Charlie's Angels                                       | Alex Munday                      |
| 2000 (27th) | Rene Russo            | The Adventures of Rocky and Bullwinkle                 | Natasha Fatale                   |
| 2000 (27th) | Hilary Swank          | The Gift                                               | Valerie Barksdale                |
| 2000 (27th) | Zhang Ziyi            | Crouching Tiger, Hidden Dragon                         | Jen Yu                           |
| 2001 (28th) | Fionnula Flanagan     | The Others                                             | Mrs. Bertha Mills                |
| 2001 (28th) | Monica Bellucci       | Brotherhood of the Wolf                                | Sylvia                           |
| 2001 (28th) | Helena Bonham Carter  | Planet of the Apes                                     | Ari                              |
| 2001 (28th) | Cameron Diaz          | Vanilla Sky                                            | Julie Gianni                     |
| 2001 (28th) | Frances McDormand     | The Man Who Wasn't There                               | Doris Crane                      |
| 2001 (28th) | Maggie Smith          | Harry Potter and the Philosopher's Stone               | Minerva McGonagall               |
| 2002 (29th) | Samantha Morton       | Minority Report                                        | Agatha                           |
| 2002 (29th) | Halle Berry           | Die Another Day                                        | Jinx Johnson                     |
| 2002 (29th) | Connie Nielsen        | One Hour Photo                                         | Nina Yorkin                      |
| 2002 (29th) | Rachel Roberts        | Simone                                                 | Simone                           |
| 2002 (29th) | Sissy Spacek          | Tuck Everlasting                                       | Mae Tuck                         |
| 2002 (29th) | Emily Watson          | Red Dragon                                             | Reba McClane                     |
| 2003 (30th) | Ellen DeGeneres       | Finding Nemo                                           | Dory (voce)                      |
| 2003 (30th) | Keira Knightley       | Pirates of the Caribbean: The Curse of the Black Pearl | Elizabeth Swann                  |
| 2003 (30th) | Lucy Liu              | Kill Bill: Volume 1                                    | O-Ren Ishii                      |
| 2003 (30th) | Kristanna Loken       | Terminator 3: Rise of the Machines                     | T-X                              |
| 2003 (30th) | Miranda Otto          | The Lord of the Rings: The Return of the King          | Éowyn                            |
| 2003 (30th) | Peta Wilson           | The League of Extraordinary Gentlemen                  | Mina Harker                      |
| 2004 (31st) | Daryl Hannah          | Kill Bill: Volume 2                                    | Elle Driver                      |
| 2004 (31st) | Kim Basinger          | Cellular                                               | Jessica Martin                   |
| 2004 (31st) | Irma P. Hall          | The Ladykillers                                        | Marva Munson                     |
| 2004 (31st) | Angelina Jolie        | Sky Captain and the World of Tomorrow                  | Francesca "Franky" Cook          |
| 2004 (31st) | Diane Kruger          | National Treasure                                      | Abigail Chase                    |
| 2004 (31st) | Meryl Streep          | The Manchurian Candidate                               | Eleanor Shaw                     |
| 2005 (32nd) | Summer Glau           | Serenity                                               | River Tam                        |
| 2005 (32nd) | Jessica Alba          | Sin City                                               | Nancy Callahan                   |
| 2005 (32nd) | Jennifer Carpenter    | The Exorcism of Emily Rose                             | Emily Rose                       |
| 2005 (32nd) | Katie Holmes          | Batman Begins                                          | Rachel Dawes                     |
| 2005 (32nd) | Michelle Monaghan     | Kiss Kiss Bang Bang                                    | Harmony Faith Lane               |
| 2005 (32nd) | Gena Rowlands         | The Skeleton Key                                       | Violet Devereaux                 |
| 2006 (33rd) | Famke Janssen         | X-Men: The Last Stand                                  | Jean Grey / Phoenix              |
| 2006 (33rd) | Cate Blanchett        | Notes on a Scandal                                     | Sheba Hart                       |
| 2006 (33rd) | Eva Green             | Casino Royale                                          | Vesper Lynd                      |
| 2006 (33rd) | Rachel Hurd-Wood      | Perfume: The Story of a Murderer                       | Laura Richis                     |
| 2006 (33rd) | Parker Posey          | Superman Returns                                       | Kitty Kowalski                   |
| 2006 (33rd) | Emma Thompson         | Stranger than Fiction                                  | Karen Eiffel                     |
| 2007 (34th) | Marcia Gay Harden     | The Mist                                               | Mrs. Carmody                     |
| 2007 (34th) | Lizzy Caplan          | Cloverfield                                            | Marlena Diamond                  |
| 2007 (34th) | Lena Headey           | 300                                                    | Queen Gorgo                      |
| 2007 (34th) | Rose McGowan          | Grindhouse (for the segment Planet Terror)             | Cherry Darling                   |
| 2007 (34th) | Michelle Pfeiffer     | Stardust                                               | Lamia                            |
| 2007 (34th) | Imelda Staunton       | Harry Potter and the Order of the Phoenix              | Dolores Umbridge                 |
| 2008 (35th) | Tilda Swinton         | The Curious Case of Benjamin Button                    | Elizabeth Abbott                 |
| 2008 (35th) | Joan Allen            | Death Race                                             | Claire Hennessey                 |
| 2008 (35th) | Judi Dench            | Quantum of Solace                                      | M                                |
| 2008 (35th) | Olga Kurylenko        | Quantum of Solace                                      | Camille Montes                   |
| 2008 (35th) | Charlize Theron       | Hancock                                                | Mary Embrey                      |
| 2008 (35th) | Carice van Houten     | Valkyrie                                               | Nina von Stauffenberg            |
| 2009 (36th) | Sigourney Weaver      | Avatar                                                 | Dr. Grace Augustine              |
| 2009 (36th) | Malin Åkerman         | Watchmen                                               | Laurie Jupiter / Silk Spectre II |
| 2009 (36th) | Diane Kruger          | Inglourious Basterds                                   | Bridget von Hammersmark          |
| 2009 (36th) | Rachel McAdams        | Sherlock Holmes                                        | Irene Adler                      |
| 2009 (36th) | Lorna Raver           | Drag Me to Hell                                        | Mrs. Sylvia Ganush               |
| 2009 (36th) | Susan Sarandon        | The Lovely Bones                                       | Grandma Lynn                     |

### Anii 2010
| An          | Actriță                      | Film                                          | Personaj                           |
| ----------- | ---------------------------- | --------------------------------------------- | ---------------------------------- |
| 2010 (37th) | Mila Kunis                   | Black Swan                                    | Lily / The Black Swan              |
| 2010 (37th) | Scarlett Johansson           | Iron Man 2                                    | Natalie Rushman / Natasha Romanoff |
| 2010 (37th) | Keira Knightley              | Never Let Me Go                               | Ruth C                             |
| 2010 (37th) | Helen Mirren                 | RED                                           | Victoria Winslow                   |
| 2010 (37th) | Vanessa Redgrave             | Letters to Juliet                             | Claire Smith-Wyman                 |
| 2010 (37th) | Jacki Weaver                 | Animal Kingdom                                | Janine 'Smurf' Cody                |
| 2011 (38th) | Emily Blunt                  | The Adjustment Bureau                         | Elise Sellas                       |
| 2011 (38th) | Elena Anaya                  | The Skin I Live In                            | Vera Cruz                          |
| 2011 (38th) | Charlotte Gainsbourg         | Melancholia                                   | Claire                             |
| 2011 (38th) | Paula Patton                 | Mission: Impossible – Ghost Protocol          | Jane Carter                        |
| 2011 (38th) | Lin Shaye                    | Insidious                                     | Elise Rainier                      |
| 2011 (38th) | Emma Watson                  | Harry Potter and the Deathly Hallows – Part 2 | Hermione Granger                   |
| 2012 (39th) | Anne Hathaway                | The Dark Knight Rises                         | Selina Kyle / Catwoman             |
| 2012 (39th) | Judi Dench                   | Skyfall                                       | M                                  |
| 2012 (39th) | Gina Gershon                 | Killer Joe                                    | Sharla Smith                       |
| 2012 (39th) | Anne Hathaway                | Les Misérables                                | Fantine                            |
| 2012 (39th) | Nicole Kidman                | The Paperboy                                  | Charlotte Bless                    |
| 2012 (39th) | Charlize Theron              | Snow White and the Huntsman                   | Queen Ravenna                      |
| 2013 (40th) | Scarlett Johansson           | Her                                           | Samantha (voce)                    |
| 2013 (40th) | Nicole Kidman                | Stoker                                        | Evelyn Stoker                      |
| 2013 (40th) | Melissa Leo                  | Prisoners                                     | Holly Jones                        |
| 2013 (40th) | Evangeline Lilly             | The Hobbit: The Desolation of Smaug           | Tauriel                            |
| 2013 (40th) | Jena Malone                  | The Hunger Games: Catching Fire               | Johanna Mason                      |
| 2013 (40th) | Emily Watson                 | The Book Thief                                | Rosa Hubermann                     |
| 2014 (41st) | Rene Russo                   | Nightcrawler                                  | Nina Romina                        |
| 2014 (41st) | Jessica Chastain             | Interstellar                                  | Murphy "Murph" Cooper              |
| 2014 (41st) | Scarlett Johansson           | Captain America: The Winter Soldier           | Natasha Romanoff / Black Widow     |
| 2014 (41st) | Evangeline Lilly             | The Hobbit: The Battle of the Five Armies     | Tauriel                            |
| 2014 (41st) | Emma Stone                   | Birdman                                       | Sam Thomson                        |
| 2014 (41st) | Meryl Streep                 | Into the Woods                                | The Witch                          |
| 2015 (42nd) | Jessica Chastain             | Crimson Peak                                  | Lady Lucille Sharpe                |
| 2015 (42nd) | Carrie Fisher                | Star Wars: The Force Awakens                  | General Leia Organa                |
| 2015 (42nd) | Evangeline Lilly             | Ant-Man                                       | Hope van Dyne                      |
| 2015 (42nd) | Lupita Nyong'o               | Star Wars: The Force Awakens                  | Maz Kanata                         |
| 2015 (42nd) | Tamannaah                    | Baahubali: The Beginning                      | Avanthika                          |
| 2015 (42nd) | Alicia Vikander              | Ex Machina                                    | Ava                                |
| 2016 (43rd) | Tilda Swinton                | Doctor Strange                                | The Ancient One                    |
| 2016 (43rd) | Betty Buckley                | Split                                         | Dr. Karen Fletcher                 |
| 2016 (43rd) | Bryce Dallas Howard          | Gold                                          | Kay                                |
| 2016 (43rd) | Scarlett Johansson           | Captain America: Civil War                    | Natasha Romanoff / Black Widow     |
| 2016 (43rd) | Kate McKinnon                | Ghostbusters                                  | Dr. Jillian "Holtz" Holtzmann      |
| 2016 (43rd) | Margot Robbie                | Suicide Squad                                 | Harleen Quinzel / Harley Quinn     |
| 2017 (44th) | Danai Gurira                 | Black Panther                                 | Okoye                              |
| 2017 (44th) | Ana de Armas                 | Blade Runner 2049                             | Joi                                |
| 2017 (44th) | Carrie Fisher (posthumously) | Star Wars: The Last Jedi                      | General Leia Organa                |
| 2017 (44th) | Lois Smith                   | Marjorie Prime                                | Marjorie                           |
| 2017 (44th) | Octavia Spencer              | The Shape of Water                            | Zelda Delilah Fuller               |
| 2017 (44th) | Tessa Thompson               | Thor: Ragnarok                                | Valkyrie                           |
| 2017 (44th) | Kelly Marie Tran             | Star Wars: The Last Jedi                      | Rose Tico                          |
| 2018 (45th) | Zendaya                      | Spider-Man: Far From Home                     | MJ                                 |
| 2018 (45th) | Cynthia Erivo                | Bad Times at the El Royale                    | Darlene Sweet                      |
| 2018 (45th) | Scarlett Johansson           | Avengers: Endgame                             | Natasha Romanoff / Black Widow     |
| 2018 (45th) | Karen Gillan                 | Avengers: Endgame                             | Nebula                             |
| 2018 (45th) | Amber Heard                  | Aquaman                                       | Mera                               |
| 2018 (45th) | Naomi Scott                  | Aladdin                                       | Princess Jasmine                   |
| 2018 (45th) | Hailee Steinfeld             | Bumblebee                                     | Charlie Watson                     |